# Literaturpreis der Stadt Bremen
Der Bremer Literaturpreis, genannt auch Literaturpreis der Stadt Bremen, wurde von 1954 bis 1959 vom Senat der Freien Hansestadt Bremen vergeben, bis 1959 die auswählende Jury durch die Weigerung des Senats, Günter Grass für Die Blechtrommel auszuzeichnen, düpiert wurde und großteils zurücktrat. Seit der durch den Senat erfolgten Gründung der Rudolf-Alexander-Schröder-Stiftung im Jahr 1962 verleiht diese den Bremer Literaturpreis. Er ist mit 25.000 Euro dotiert (Stand 2024).
1954 wurde die Auszeichnung zu Ehren des 75. Geburtstages von Rudolf Alexander Schröder zum ersten Mal verliehen. Dass bei dieser Gelegenheit ein Schriftsteller von eher lokaler Bedeutung geehrt wurde, blieb eine Ausnahme, wie die folgenden Zusammenstellungen prominenter Preisträger zeigen.
Zusätzlich wird seit 1977 ein mit 6000 Euro dotierter Förderpreis verliehen, der von 2005 bis 2024 von der Öffentlichen Versicherung Bremen (ÖVB) finanziert wurde. Seit 2025 wird das Preisgeld vom Deutschlandfunk gestiftet.
Alexander Kluge ist der bislang einzige Autor, dem die Auszeichnung zweimal zuerkannt wurde (1979 und 2001).

## Preisträger

### 1954 bis 1975
- 1954 Heinrich Schmidt-Barrien für Tanzgeschichten. Ein Reigen aus dem Leben
- 1955 Ilse Aichinger für Der Gefesselte. Erzählungen, Herbert Meier für Die Barke von Gawdos. Stück in 3 Akten
- 1956 Ernst Jünger für Am Sarazenenturm
- 1957 Ingeborg Bachmann für den Gedichtband Anrufung des großen Bären, Gerd Oelschlegel für Romeo und Julia in Berlin. Schauspiel
- 1958 Paul Celan für seine Gedichtbände Mohn und Gedächtnis und Von Schwelle zu Schwelle
- 1959 Rolf Schroers für In fremder Sache. Erzählung
- 1960 da der Bremer Senat Günter Grass ablehnte, wurde kein Preis vergeben
- 1961 nicht vergeben
- 1962 Siegfried Lenz für sein Schauspiel Zeit der Schuldlosen
- 1963 Herbert Heckmann für Benjamin und seine Väter. Roman
- 1964 Christa Reinig für Gedichte
- 1965 Thomas Bernhard für seinen Roman Frost
- 1966 Wolfgang Hildesheimer für Tynset. Roman
- 1967 Hans Günter Michelsen für Helm. Schauspiel
- 1968 Helga M. Novak für Colloquium mit vier Häuten. Gedichte und Balladen
- 1969 Horst Bienek für Die Zelle. Roman
- 1970 Christian Enzensberger für Größerer Versuch über den Schmutz. Essay (Annahme des Preises vom Autor verweigert)
- 1971 Gabriele Wohmann für Ernste Absicht. Roman
- 1972 Jürg Acklin für Alias. Ein Text
- 1973 Günter Herburger für Die Eroberung der Zitadelle. Erzählungen
- 1974 Jurek Becker für Irreführung der Behörden. Roman
- 1975 Franz Innerhofer für Schöne Tage. Roman

### 1976 bis 2000
- 1976 Paul Nizon für Stolz. Roman
- 1977 Nicolas Born für Die erdabgewandte Seite der Geschichte. Roman, Heinar Kipphardt für März. Roman, Förderpreis an Karin Kiwus für Von beiden Seiten der Gegenwart. Gedichte
- 1978 Christa Wolf für Kindheitsmuster, Förderpreis an Maria Erlenberger für Der Hunger nach Wahnsinn. Prosa
- 1979 Alexander Kluge für Neue Geschichten. Hefte 1–18, Unheimlichkeit der Zeit, Förderpreis an Uwe Timm für Morenga. Roman
- 1980 Peter Rühmkorf für Haltbar bis Ende 1999. Gedichte, Förderpreis an Peter-Paul Zahl für Die Glücklichen. Schelmenroman
- 1981 Christoph Meckel für Suchbild. Über meinen Vater und Säure. Gedichte, Förderpreis an Werner Kofler für Aus der Wildnis. Zwei Fragmente
- 1982 Peter Weiss für Die Ästhetik des Widerstands, Förderpreis an Franz Böni für Die Wanderarbeiter. Roman
- 1983 Erich Fried für seinen Gedichtband Das Nahe suchen, Förderpreis an Clemens Mettler für Gleich einem Standbild, so unbewegt. Erzählungen
- 1984 Paul Wühr für Das falsche Buch. Roman, Förderpreis an Bodo Morshäuser für Die Berliner Simulation. Erzählung
- 1985 Rolf Haufs für Juniabschied. Gedichte, Förderpreis an Herta Müller für Niederungen. Prosa
- 1986 Volker Braun für Hinze-Kunze-Roman, Förderpreis an Eva Schmidt für Ein Vergleich mit dem Leben. Erzählungen
- 1987 Jürgen Becker für Odenthals Küste. Gedichte, Förderpreis an Daniel Grolle für Keinen Schritt weiter. Erzählungen
- 1988 Peter Handke für Nachmittag eines Schriftstellers & Die Abwesenheit, Förderpreis an Evelyn Schlag für Die Kränkung. Erzählung
- 1989 Ingomar von Kieseritzky für Das Buch der Desaster. Roman, Förderpreis an Norbert Gstrein für Einer. Erzählung
- 1990 Wilhelm Genazino für Der Fleck, die Jacke, die Zimmer, der Schmerz. Roman, Förderpreis an Irina Liebmann für Mitten im Krieg
- 1991 Fritz Rudolf Fries für Die Väter im Kino. Roman, Förderpreis an Thomas Strittmatter für Raabe Baikal. Roman
- 1992 Ror Wolf für Nachrichten aus der bewohnten Welt, Förderpreis an Durs Grünbein für Schädelbasislektion. Gedichte
- 1993 Georges-Arthur Goldschmidt für Der unterbrochene Wald. Erzählung, Förderpreis an Hans-Ulrich Treichel für Von Leib und Seele. Berichte
- 1994 Wolfgang Hilbig für Ich. Roman, Förderpreis an Peter Weber für Der Wettermacher. Roman
- 1995 Reinhard Lettau für Flucht vor Gästen. Roman, Förderpreis an Marion Titze für Unbekannter Verlust. Roman
- 1996 Elfriede Jelinek für Die Kinder der Toten. Roman, Förderpreis an Jens Sparschuh für Der Zimmerspringbrunnen. Ein Heimatroman
- 1997 Michael Roes für Rub’ al-Khali – Leeres Viertel. Invention über das Spiel, Förderpreis an Stefanie Menzinger für Wanderungen im Inneren des Häftlings. Roman
- 1998 Einar Schleef für Droge Faust Parsifal, Förderpreis an Brigitte Oleschinski für Your passport is not guilty. Gedichte
- 1999 Dieter Forte für In der Erinnerung. Roman, Förderpreis an Judith Hermann für Sommerhaus, später. Erzählungen
- 2000 Adolf Endler für Der Pudding der Apokalypse. Gedichte; Förderpreis an Christa Estenfeld für Menschenfresserin. Erzählungen

### Seit 2001
- 2001 Alexander Kluge für Chronik der Gefühle; Förderpreis an Raphael Urweider für Lichter in Menlo Park. Gedichte
- 2002 W. G. Sebald posthum für Austerlitz. Roman; Förderpreis an Juli Zeh für Adler und Engel. Roman
- 2003 Ulrich Peltzer für Bryant Park. Erzählung; Förderpreis an Andreas Schäfer für seine Erzählung Auf dem Weg nach Messara
- 2004 Lutz Seiler für seinen Gedichtband vierzig kilometer nacht; Förderpreis an Jörg Matheis für Mono. Erzählungen
- 2005 Brigitte Kronauer für den Roman Verlangen nach Musik und Gebirge; Förderpreis an Antje Rávic Strubel für den Roman Tupolew 134
- 2006 Reinhard Jirgl für den Roman Abtrünnig; Förderpreis an Svenja Leiber für ihren Erzählungsband Büchsenlicht
- 2007 Felicitas Hoppe für den Roman Johanna; Förderpreis an Saša Stanišić für den Roman Wie der Soldat das Grammofon repariert
- 2008 Hans Joachim Schädlich für seinen Erzählungsband Vorbei; Förderpreis an Thomas Melle für seinen Erzählungsband Raumforderung
- 2009 Martin Kluger für seinen Roman Der Vogel, der spazieren geht; Förderpreis an Mathias Gatza für seinen Debütroman Der Schatten der Tiere
- 2010 Clemens J. Setz für seinen Roman Die Frequenzen; Förderpreis an Roman Graf für seinen Erstlingsroman Herr Blanc
- 2011 Friederike Mayröcker für ich bin in der Anstalt. Fusznoten zu einem nichtgeschriebenen Werk; Förderpreis an Andrea Grill für den Roman Das Schöne und das Notwendige
- 2012 Marlene Streeruwitz für Die Schmerzmacherin; Förderpreis an Joachim Meyerhoff für den Roman Alle Toten fliegen hoch. Amerika
- 2013 Wolf Haas für Verteidigung der Missionarsstellung; Förderpreis an Andreas Stichmann für den Roman Das große Leuchten
- 2014 Clemens Meyer für den Roman Im Stein; Förderpreis an Roman Ehrlich für den Roman Das kalte Jahr
- 2015 Marcel Beyer für Graphit (Gedichte); Förderpreis an Nadja Küchenmeister für den Gedichtband Unter dem Wacholder
- 2016 Henning Ahrens für den Roman Glantz und Gloria; Förderpreis an Matthias Nawrat für den Roman Die vielen Tode unseres Opas Jurek
- 2017 Terézia Mora für ihren Erzählband Die Liebe unter Aliens; Förderpreis an Senthuran Varatharajah für seinen Debüt-Roman Vor der Zunahme der Zeichen
- 2018 Thomas Lehr für Schlafende Sonne; Förderpreis an Laura Freudenthaler für den Roman Die Königin schweigt[2]
- 2019 Arno Geiger für den Roman Unter der Drachenwand; Förderpreis an Heinz Helle für den Roman Die Überwindung der Schwerkraft
- 2020 Barbara Honigmann für den Roman Georg; Förderpreis an Tonio Schachinger für den Roman Nicht wie ihr
- 2021 Marion Poschmann für den Gedichtband Nimbus; Förderpreis an Jana Volkmann für den Roman Auwald
- 2022 Judith Hermann für den Roman Daheim; Förderpreis an Matthias Senkel für den Erzählungsband Winkel der Welt
- 2023 Thomas Stangl für den Roman Quecksilberlicht; Förderpreis an Martin Kordić für den Roman Jahre mit Martha[3]
- 2024 Teresa Präauer für den Roman Kochen im falschen Jahrhundert; Förderpreis an Katharina Mevissen für den Roman Mutters Stimmbruch[4]
- 2025 Wilhelm Bartsch für den Gedichtband Hohe See und niemands Land; Förderpreis an Stefanie Sargnagel für ihren Roman Iowa – Ein Ausflug nach Amerika[5]

### Die Jury
- Michael Sieber, Vorstandsvorsitzender (berufen am 5. September 2006) bis Juni 2006 Staatssekretär im Kulturministerium des Landes Baden-Württemberg
- Lothar Müller, Vorstandsmitglied (berufen am 5. September 2006) Literaturkritiker und Mitarbeiter der Süddeutschen Zeitung
- Barbara Lison, Vorstandsmitglied und Geschäftsführerin (berufen am 5. September 2006) ehemalige Direktorin der Stadtbibliothek Bremen
- Richard Kämmerlings, Jurymitglied ab 2006/2007 Literaturredakteur bei der »Welt«
- Wiebke Porombka, Jurymitglied ab 2012/2013 Literaturwissenschaftlerin und -kritikerin (Frankfurter Allgemeine Zeitung)
- Daniela Strigl, Jurymitglied ab 2009/2010 Literaturwissenschaftlerin, -kritikerin und Essayistin (Der Standard, Wiener Journal, Die Presse, Literatur und Kritik, ORF-Radio)
- Stefan Zweifel, Jurymitglied ab 2018 Übersetzer und Journalist (Neue Zürcher Zeitung, du u. a.)
- und jeweils optional die Preisträger/-innen des Vorjahres